# Ruine Hohengutenberg
Die Ruine Hohengutenberg, auch nur Gutenberg genannt, ist eine abgegangene Spornburg nördlich oberhalb des Ortsteils Gutenberg der Gemeinde Lenningen im Landkreis Esslingen in Baden-Württemberg.

## Geografische Lage
Die ehemalige Höhenburg befindet sich auf einem langen 592 m ü. NN hohen Höhensporn etwa 400 Meter von der Ruine Wuelstein entfernt.

## Geschichte
Die Burg wurde um 1200 erbaut, 1285 erstmals erwähnt und 1583 zerstört oder 1589 abgebrannt. Als Besitzer der Burg werden die Herzöge von Teck, die Herren von Gutenberg, der Augsburger Domherr Heinrich von Hochschlitz (1370), die Grafen von Württemberg (1385) und die Herren von Baldeck genannt. Vermutlich war sie eine weitere Satellitenburg, die um die Burg Teck entstanden.

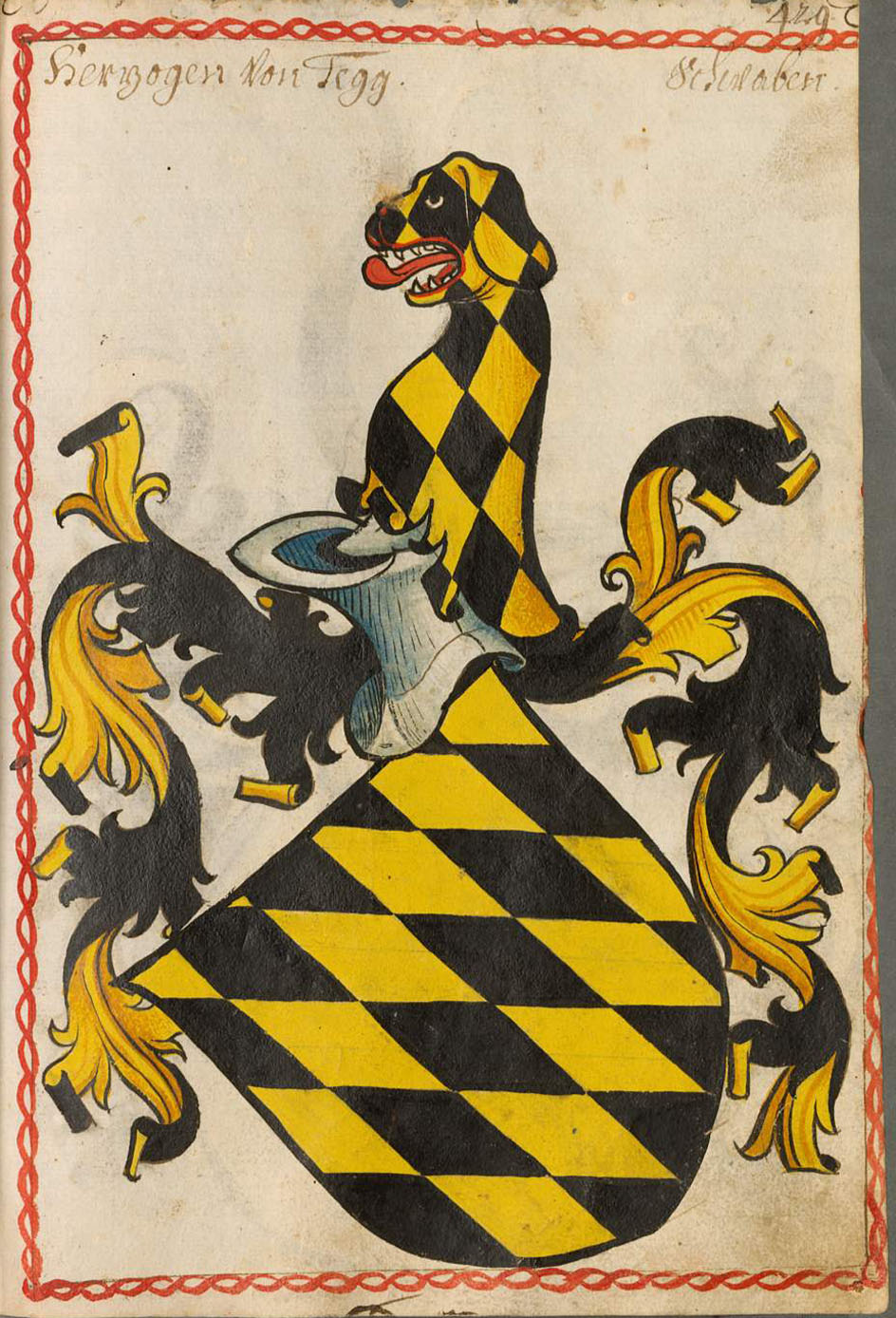
Wappen derer von Teck
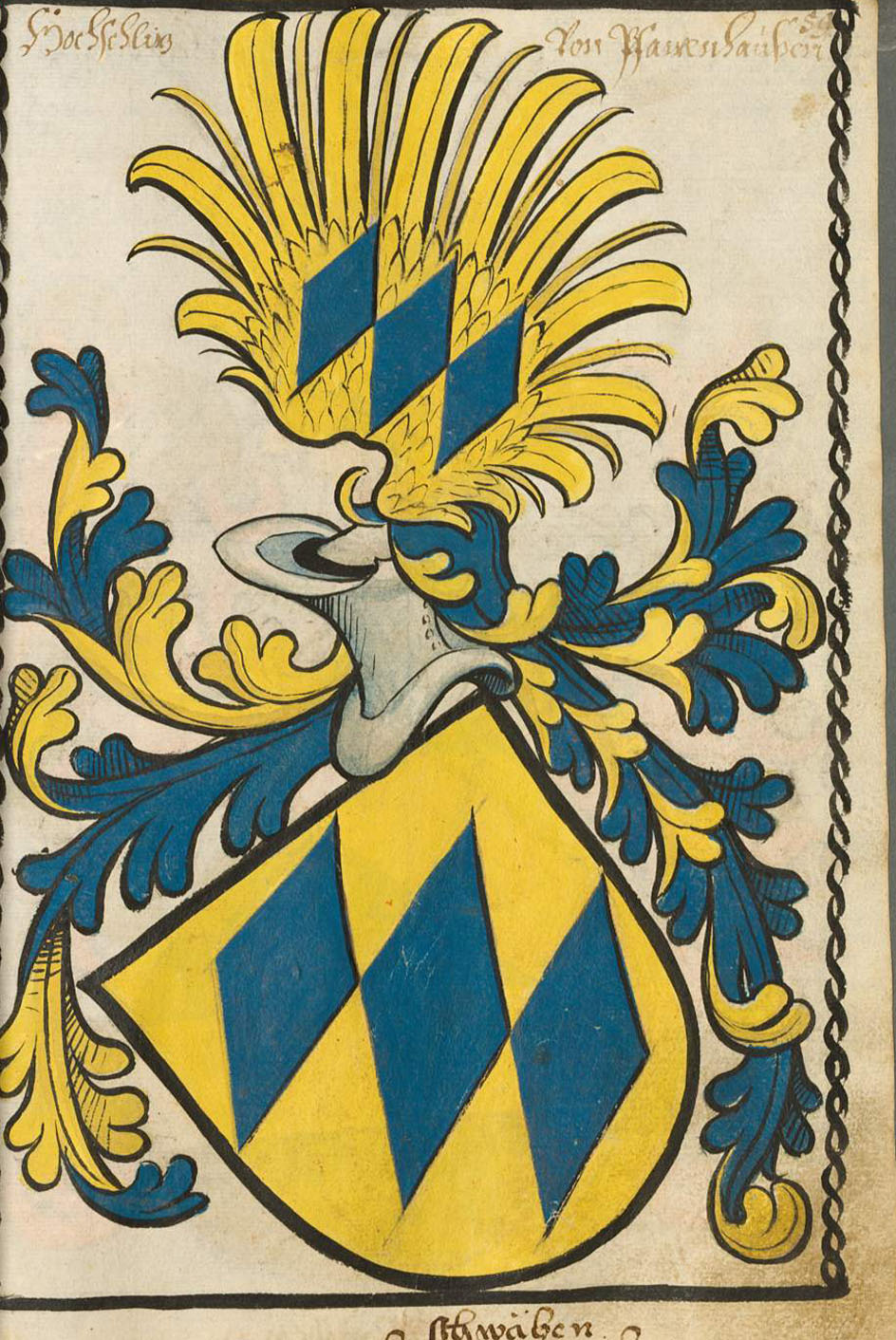
von Hochschlitz
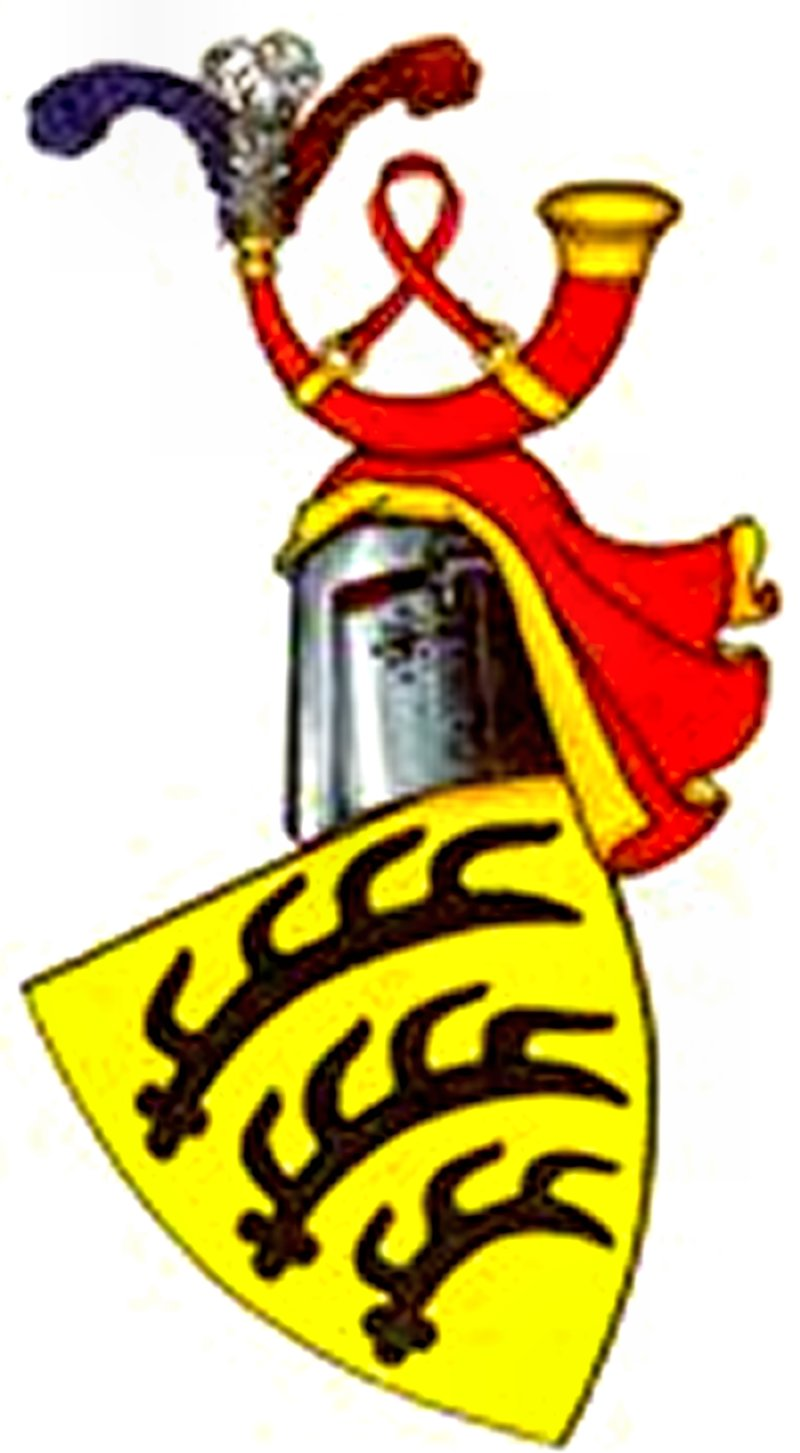
Haus Württemberg
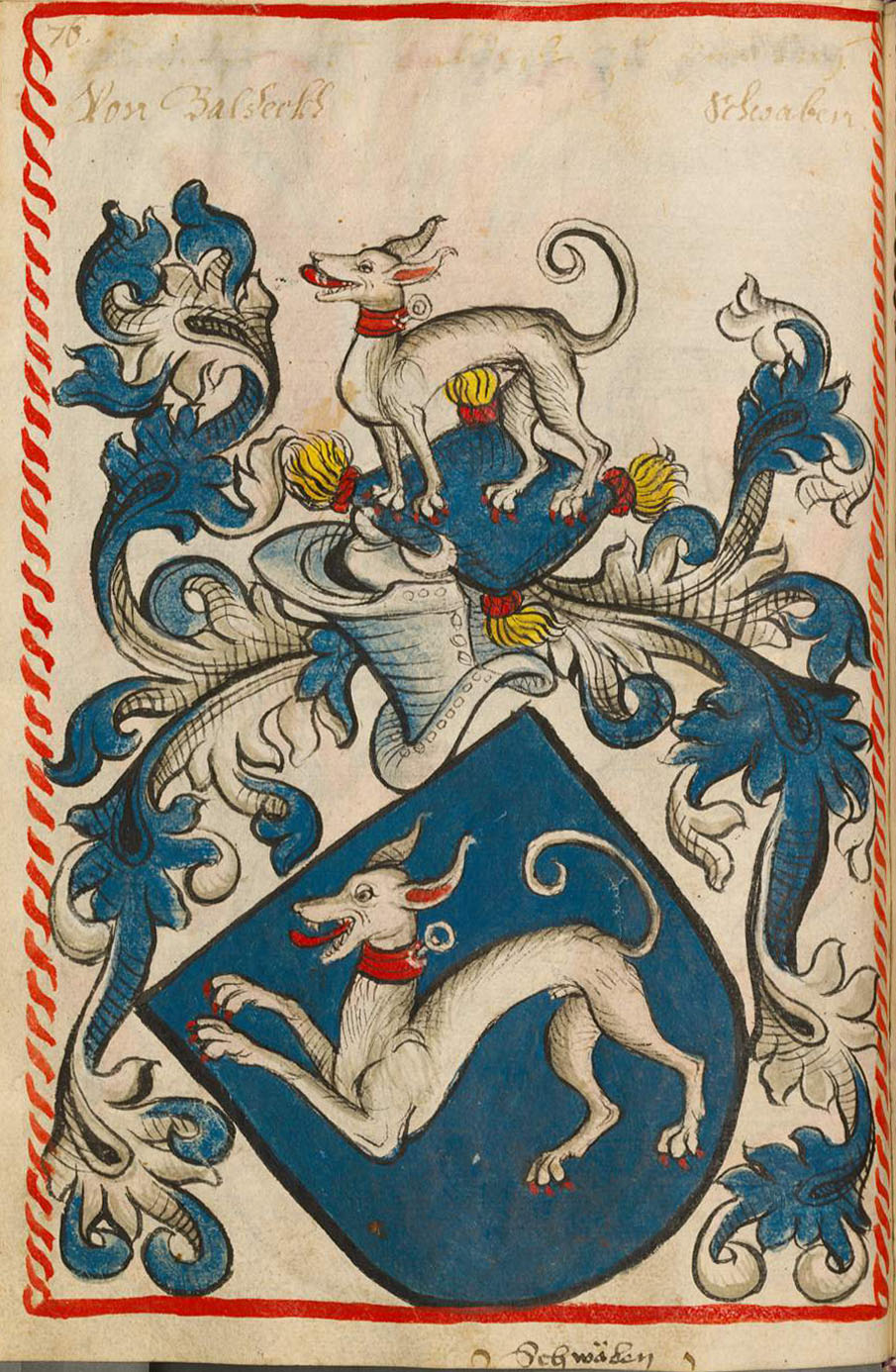
von Baldeck

## Beschreibung
Die frei zugängliche Burganlage, von der nur noch wenige Reste zu sehen sind, gliedert sich in drei Abschnitte und zwei Vorburgen. Die Kernburg misst circa 14 mal 44 Meter, die südlich Vorburg etwa 26 mal 8 Meter und die nördlich 23 mal 24 Meter. Die Ringmauer war etwa 1,2 Meter stark. Von der Burgkapelle St. Elisabeth haben sich keine Reste erhalten.